# جون برين (مؤرخ)
جون برين (بالإنجليزية: John Breen)‏ هو مؤرخ بريطاني، ولد في 3 مارس 1956.